# Melanie Oßwald
Melanie Oßwald (* 1. Juni 1976 in Nürnberg) ist eine deutsche Politikerin (CSU). Sie war von 2002 bis 2005 Mitglied des Deutschen Bundestages.
Melanie Oßwald studierte von 1996 bis 2000 Medien- und Kommunikationsdesign an der Akademie der Bildenden Künste in Nürnberg. Die Diplom-Designerin trat 1992 in die Junge Union und im Jahr 2000 in die CSU ein. Bei der Bundestagswahl 2002 kandidierte sie für den Bundestag, dem sie bis zum Ende der 15. Wahlperiode 2005 angehörte. Sie war nach dem Mandatsverzicht von Bayerns Ministerpräsident Edmund Stoiber über die Landesliste der CSU ins Parlament eingezogen.
Mittlerweile ist Melanie Oßwald als politische Beraterin, PR-Managerin und Designerin tätig. Sie unterstützt unter anderem bedeutende Forschungsinstitute bei der politischen Kommunikation. Eine Rückkehr in die Politik strebt sie zurzeit nicht an.